# Peraglyphis crustata
Peraglyphis crustata es una especie de polilla del género Peraglyphis, subfamilia Tortricinae, orden Lepidoptera.

## Distribución
Se distribuye por India.

## Taxonomía
Fue descrita por Meyrick en 1912 y publicada en Exotic Microlepid 1: 9.